# シモフリシメジ
シモフリシメジ（霜降占地・霜降湿地、学名: Tricholoma portentosum）は、キシメジ科キシメジ属に属するキノコの一種。北半球の温帯以北に分布し、針葉樹林などで晩秋に生える。中形から大形で、食用として人気がある。霜の降りるころに生えるというのが和名の由来で、フユシメジやシモモグリとも呼ばれる。

## 名称
和名「シモフリシメジ」は、平均して初霜が降るころに発生するところから名づけられたものである。地方により、キンタケ、ギンダケ、コナラ、コロモシメジ、ヌノバイ、ネズミ、ネズミキノゴ、ネズミタケなどの愛称もある。
学名の種小名 portentosum は「異常に遅い」とか「時期遅れの」の意で、やはり発生時期を形容したものである。

## 分布と生態
北半球の温帯以北に分布する。日本国内でも、各地に産する。秋遅く（10月中旬から12月中旬）、おもにマツやモミ、ツガなどの針葉樹林内、またはこれらの針葉樹とコナラ・ミズナラなどの広葉樹と混じった混生林の地上にまばらに生えたり、群生する。ときに、ミズナラ林やカンバ林にも生える。外生菌根菌。樹木の生きた細根の細胞間隙に菌糸を侵入させ、外生菌根と呼ばれる共生体を形成して生活する。

## 形態
傘の径4 - 8センチメートル (cm) 、全体の高さ5 - 12 cmほどになる。傘は半球形から丸山形（まんじゅう形）だが、生長するとほぼ平らに開き、扁平か全体が丸い形になる。湿っているときには弱い粘性があり、淡い灰白色の地に、放射状に密に配列した帯青黒色の繊維紋をこうむる。肉は厚くて弾力があり、白色から黄色を帯びた白色で、傷つけても変色することなく、味もにおいも温和である。ヒダは柄に湾生ないし離生しており、やや疎で幅広く、淡いクリーム色を呈し、縁はときに鋸歯状をなす。柄は下部がやや太く長さ5 - 15 cm、太さ1 - 2 cm程度、かすかにクリーム色を帯びて、平滑、中実である。発生地が落ち葉などで厚く覆われている場合は、しばしば柄の基部が細まる。ヒダと柄が淡いクリーム色になるのが、このキノコの特徴でもある。
胞子は広楕円形ないし類球形で無色かつ平滑、しばしば1個から数個の油滴を含むことがある。かさの表皮は、かさの表面にほぼ平行に並んだ匍匐性菌糸で構成されており、菌糸にはかすがい連結を持たない。

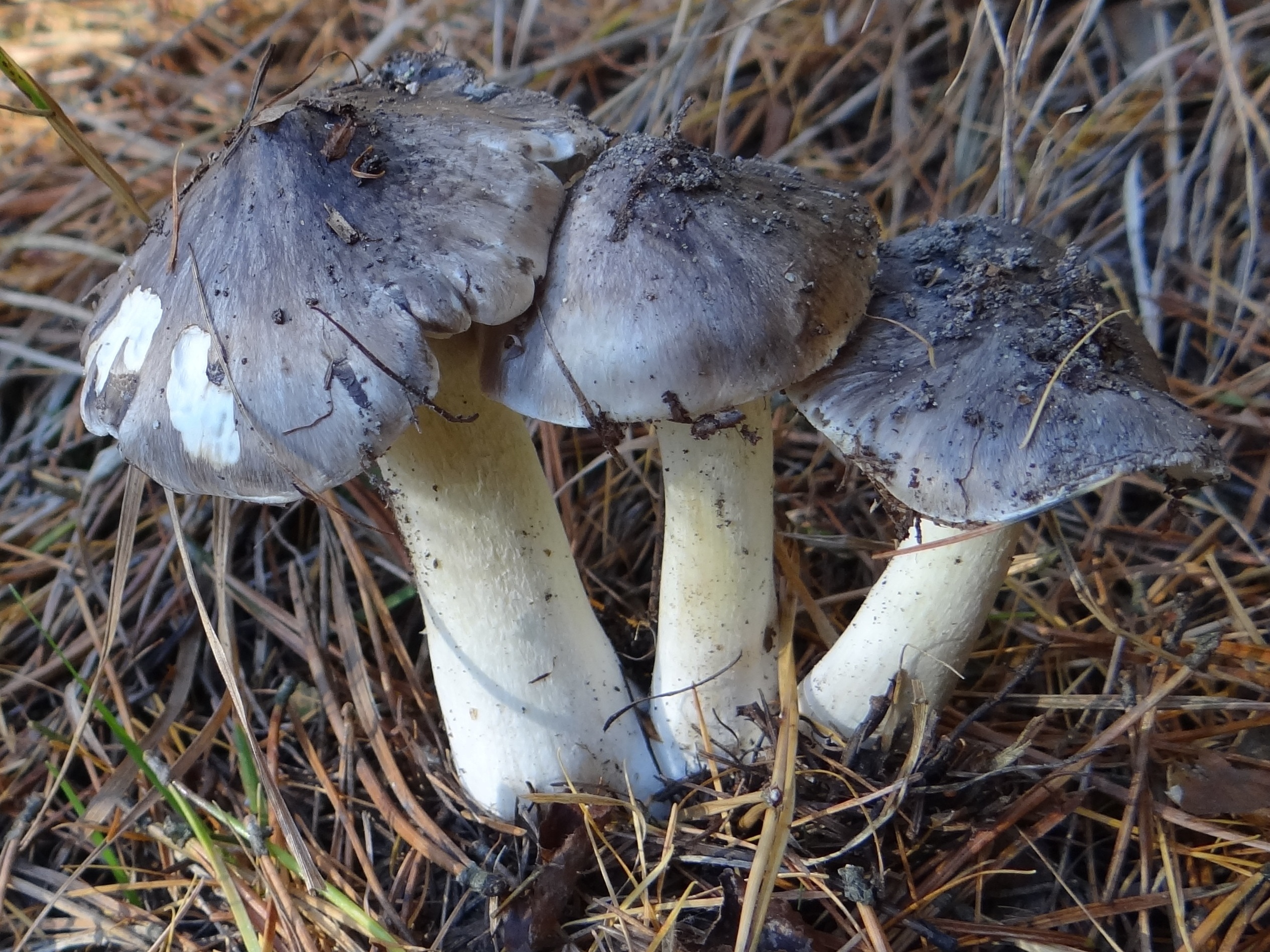
針葉樹林に発生したシモフリシメジ
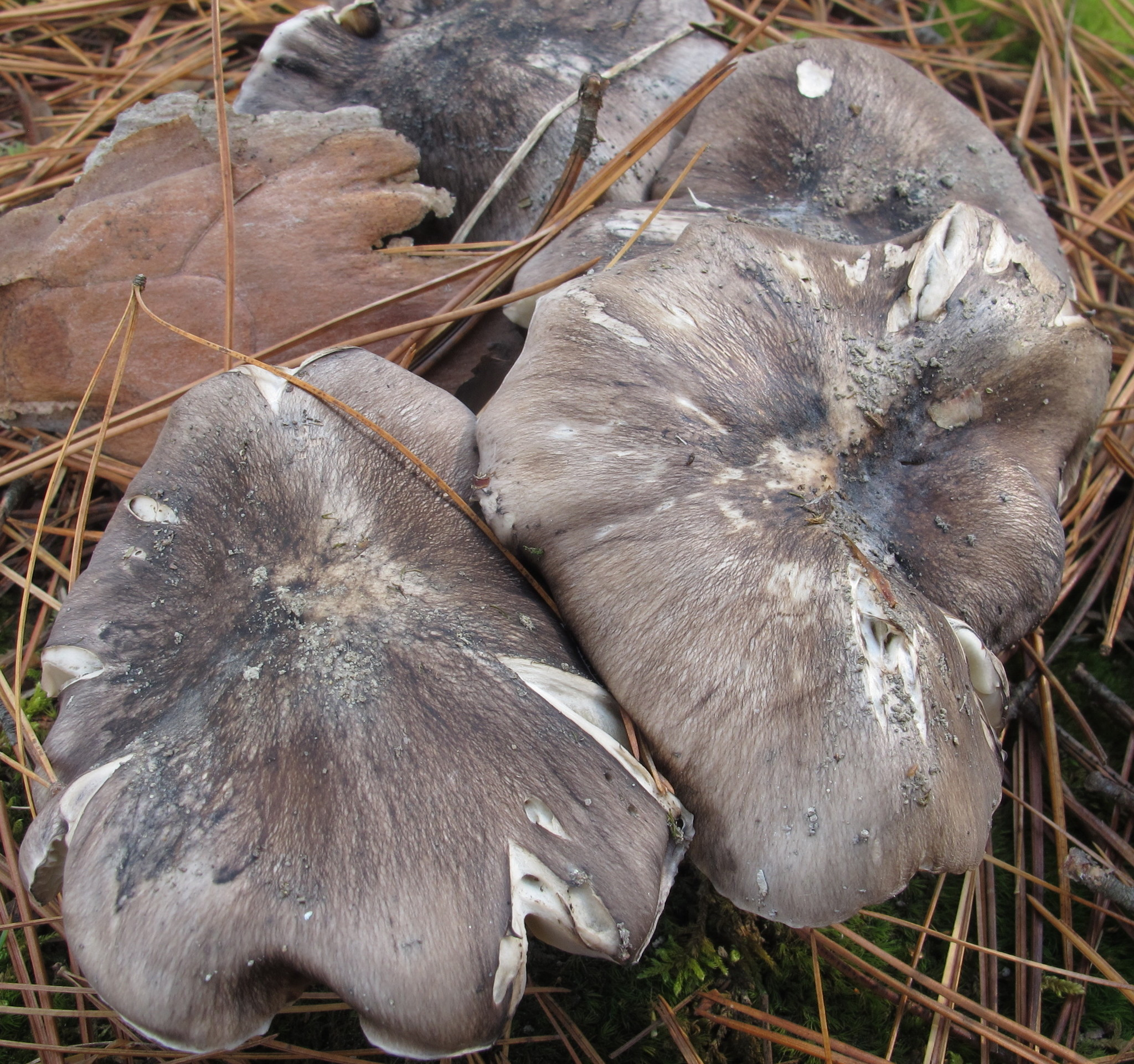
傘表面に帯青黒色の繊維紋がある
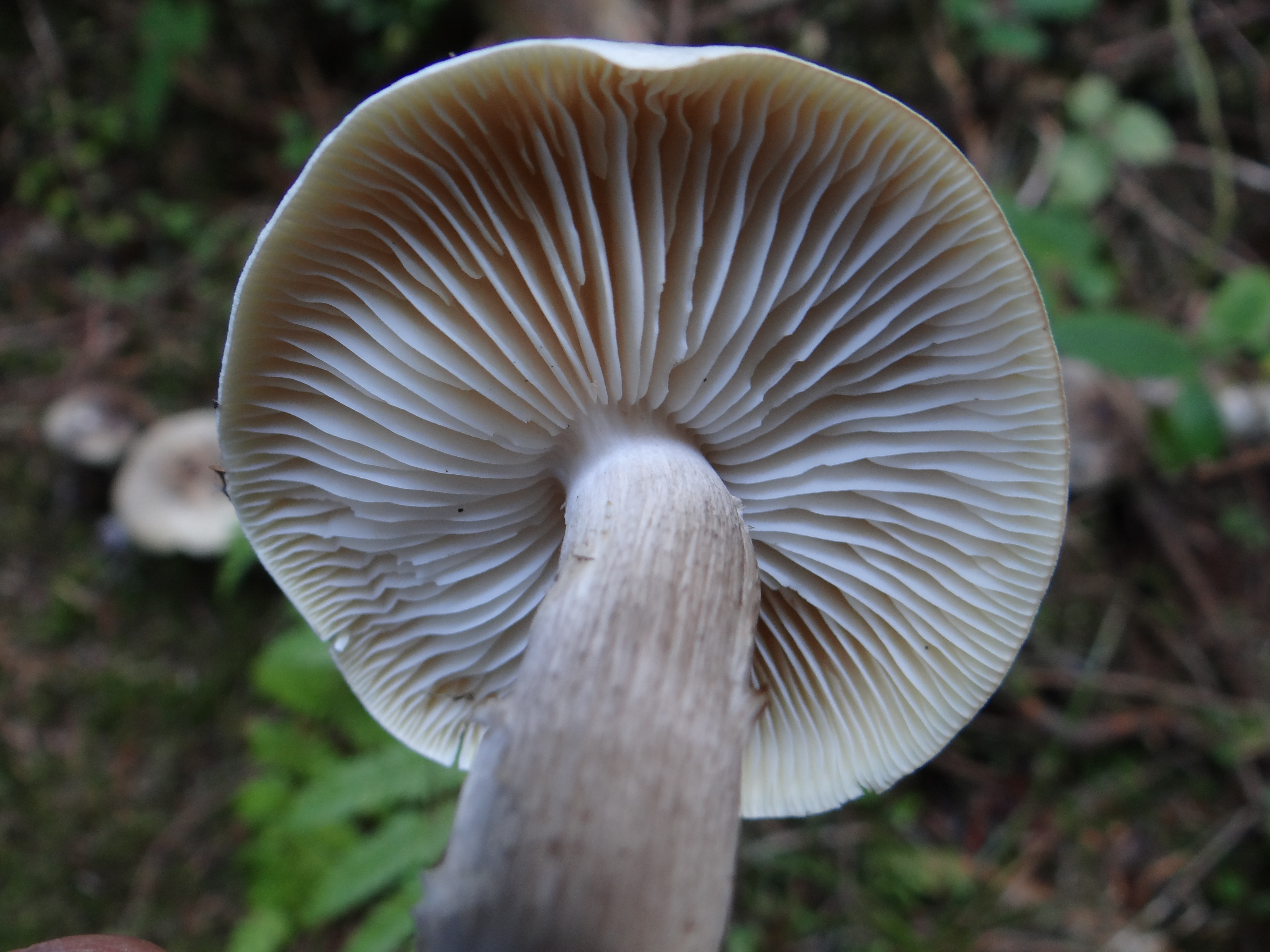
傘裏のヒダは淡いクリーム色で疎ら
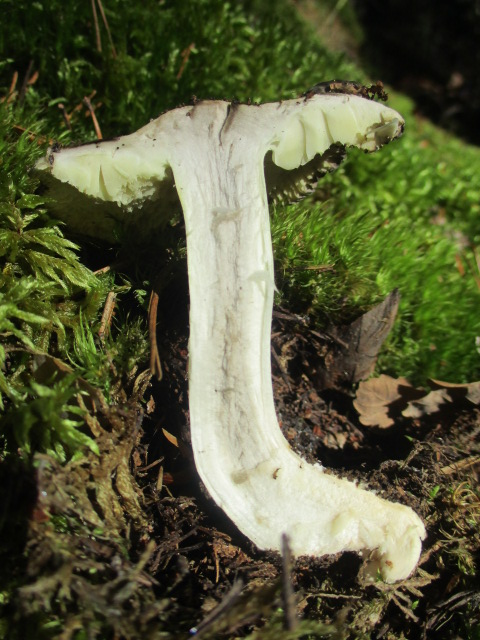
断面。肉は白色で、柄は淡クリーム色。

## 食用
ほかのキノコに比べて秋遅くから初冬にかけて発生するために覚えやすく、しばしば群生するので収量も確保しやすい。肉質はもろく壊れやすいので、キノコ狩りで採取する際は、丁寧に扱う必要がある。傘は比較的もろいが、茹でると弾力があり味や歯切れもよいので、食用きのことして各地で利用されている。食用キノコとしては万能で、湯がいて下処理したキノコを、煮物、鍋物、炒め物、汁物、天ぷら、和え物（おろし和え）、すき焼きの具、鉄板焼き、かやくご飯など幅広く料理に使える。特に旨味のある良いダシが出て風味にクセがなく、傘にぬめりがあるので、汁物や煮物に向いている。そのため、そばつゆのダシに使う地方もある。干しシイタケのように乾燥して保存することもでき、水でもどして汁も料理に使う。人工栽培ができないこともあり、多産する地方では、観光客のみやげ物としても人気がある。

## 類似種
ネズミシメジは、ひだや柄がより白っぽく（シモフリシメジのようにクリーム色を帯びない）、肉にかなり強い苦味と辛味があるので区別されるが、粗略な観察では両者を混同するおそれがある。アイシメジは、かさの地の黄色みがより強く、ひだも、かさの周辺部において顕著に黄色を帯びる点や、肉に弱い苦味があることで異なる。